# Bruno Mascarenhas
Bruno Mascarenhas, född den 16 juli 1981 i Lissabon i Portugal, är en italiensk roddare.
Han tog OS-brons i lättvikts-fyra utan styrman i samband med de olympiska roddtävlingarna 2004 i Aten.